# Plaid Cymru
Plaid Cymru [plaɪd ˈkəmɾi] (englisch The Party of Wales, deutsch Walisische Partei) ist eine Mitte-links-Partei in Wales, die sich selbst als sozialdemokratisch und walisisch-national bezeichnet. Oft wird sie einfach nur als Plaid bezeichnet. Parteiführer ist Rhun ap Iorwerth.
Im britischen Unterhaus ist die Partei mit vier Abgeordneten vertreten. Alle vier wurden in westwalisischen Wahlkreisen gewählt. Im Westen und Nordwesten von Wales, in den Landesteilen mit dem höchsten Anteil walisisch sprechender Bevölkerung, hat Plaid Cymru traditionellerweise ihre Hochburg. Plaid Cymru unterhält enge Beziehungen mit der Scottish National Party.

## Parteigeschichte
Die Partei wurde am 5. August 1925 von Mitgliedern der Byddin Ymreolwyr Cymru gegründet, einer Home-Rule-befürwortenden Partei in Nordwales, und der Y Mudiad Cymreig (die walisische Bewegung), einer südwalisischen Gruppe, die die walisische Sprache zur alleinigen Amtssprache machen wollte. Zuerst hieß sie Plaid Genedlaethol Cymru (Nationale Partei von Wales), ließ aber den mittleren Teil bald weg.
Den ersten Sitz für Plaid Cymru im Unterhaus konnte Gwynfor Evans bei einer Nachwahl am 14. Juli 1966 in Carmarthen im Westen gewinnen. Auch bei folgenden Nachwahlen in den Wahlkreisen Rhondda West 1967 und Caerphilly 1968 konnte Plaid Cymru Achtungserfolge erzielen. Einerseits stieß der Wahlsieg von Evans auch außerhalb von Wales auf viel Sympathie, da er als der Sieg eines Außerseiters, entgegen etablierter Parteistrukturen gesehen wurde. Andererseits war Plaid Cymru in Wales der aggressiven Ablehnung der dort dominierenden Labour Party ausgesetzt. Der walisische Nationalismus, so die Argumentation von Labour, sei nicht die richtige Antwort auf die Probleme von Wales, insbesondere beim Bergbau und bei den im Niedergang befindlichen Industrien. Viele Waliser fühlten sich der traditionellen walisischen Volkskultur emotional verbunden, sahen sie aber auch als rückständig und nicht in die moderne Welt passend an.
Seit der Gründung setzte sich Plaid Cymru für mehr Föderalismus ein. Dieses Anliegen wurde nach einem Referendum 1997, in dem sich die Abstimmenden mit knapper Mehrheit für die Schaffung einer walisischen Nationalversammlung aussprachen, erfüllt. In dieser war Plaid Cymru zunächst die größte Oppositionspartei. Als Plaid Cymru im Januar 2000 die Forderung nach einer staatlichen Unabhängigkeit für Wales aufgab, spaltete sich eine kleine Gruppe ab und gründete die Partei Cymru Annibynnol (Unabhängiges Wales).
Seit 2007 war Plaid Cymru in einer Koalitionsregierung mit Labour an der walisischen Regionalregierung beteiligt. Die Koalitionsvereinbarung trug den Titel „One Wales“. 2011 erlitt Plaid Cymru unter Ieuan Wyn Jones eine herbe Niederlage bei der Wahl zur Walisischen Nationalversammlung. Mit Leanne Wood stand bis zum 28. September 2018 eine Gewerkschafterin und erklärte Sozialistin an der Spitze der Partei.

## Europa
Plaid Cymru ist Mitglied der Europäischen Freien Allianz. Im Europäischen Parlament war die Partei bis zum EU-Austritt des Vereinigten Königreichs mit einem Abgeordneten vertreten, der der Die Grünen/Europäische Freie Allianz-Fraktion (G/EFA) angehörte. Plaid Cymru sprach sich gegen den Brexit aus.

## Politische Ziele
Die politischen Ziele von Plaid Cymru sind nach dem Parteimanifest 2021 folgende:
1. die verfassungsmäßige Weiterentwicklung von Wales hin zu einer nationalen Unabhängigkeit. Abhaltung eines Unabhängigkeitsreferendums, sobald Plaid Cymru an der Regierung ist
2. die wirtschaftliche Entwicklung von Wales mit der Gründung einer walisischen Entwicklungsbank (Development Bank of Wales) in Wrexham und Cymoedd (Valleys Development Authority), einer Behörde zur Entwicklung der South Wales Valleys
3. der Umbau von Wales zu einer klimaneutralen Gesellschaft mit 100 % innerhalb Wales erzeugter klimaneutraler Energie bis zum Jahr 2035
4. der Ausbau des öffentlichen Gesundheitswesens in Wales
5. der Ausbau des Bildungswesens in Wales und die Ermäßigung von Studiengebühren für in Wales lebende Studenten
6. der Ausbau des öffentlichen Wohnungswesens
7. der Ausbau des öffentlichen Nahverkehrs und der innerwalisischen Verkehrsverbindungen
8. Walisisch als verpflichtendes Schulfach, so dass jedes Schulkind fließend die Sprache beherrscht; eine Million Walisisch-Sprecher bis zum Jahr 2050
9. enge Beziehungen zur Europäischen Union; Auslotung der Möglichkeit einer Mitgliedschaft von Wales in der Europäischen Freihandelsassoziation; das frühere Bekenntnis zur EU-Mitgliedschaft wird seit dem EU-Austritt des Vereinigten Königreichs nicht mehr vertreten

## Parteiführer (Leader)
| Name                                  | Amtszeit (Beginn)  | Amtszeit (Ende)    |
| ------------------------------------- | ------------------ | ------------------ |
| Lewis Valentine                       | 1925               | 1926               |
| Saunders Lewis                        | 1926               | 1939               |
| John Edward Daniel                    | 1939               | 1943               |
| Abi Williams                          | 1943               | 1945               |
| Gwynfor Evans                         | 1945               | 1981               |
| Dafydd Wigley, Baron Wigley           | 1981               | 1984               |
| Dafydd Elis-Thomas, Baron Elis-Thomas | 1984               | 1991               |
| Dafydd Wigley, Baron Wigley           | 1991               | 2000               |
| Ieuan Wyn Jones                       | 16. März 2000      | 16. März 2012      |
| Leanne Wood                           | 16. März 2012      | 28. September 2018 |
| Adam Price                            | 28. September 2018 | 16. Mai 2023       |
| Llyr Gruffydd (amtierender Leiter)    | 16. Mai 2023       | 16. Juni 2023      |
| Rhun ap Iorwerth                      | 16. Juni 2023      |                    |

## Wahlergebnisse
Prozentergebnisse und Gesamtsitze beziehen sich auf Wales. Bis zum Jahr 1997 erfolgten alle Wahlen nach Mehrheitswahlrecht. Danach galt bei Wahlen zur Nationalversammlung ein personalisiertes Verhältniswahlrecht und zum Europaparlament ein reines Verhältniswahlrecht.
| Jahr | Wahl                                        | Stimmenanteil | Sitze |
| ---- | ------------------------------------------- | ------------- | ----- |
| 1929 | Unterhauswahlen 1929                        | <0,1 %        | 0/36  |
| 1935 | Unterhauswahlen 1935                        | 00,2 %        | 0/36  |
| 1945 | Unterhauswahlen 1945                        | 01,2 %        | 0/36  |
| 1950 | Unterhauswahlen 1950                        | 01,2 %        | 0/36  |
| 1951 | Unterhauswahlen 1951                        | 00,7 %        | 0/36  |
| 1955 | Unterhauswahlen 1955                        | 03,1 %        | 0/36  |
| 1959 | Unterhauswahlen 1959                        | 05,2 %        | 0/36  |
| 1964 | Unterhauswahlen 1964                        | 04,8 %        | 0/36  |
| 1966 | Unterhauswahlen 1966                        | 04,3 %        | 0/36  |
| 1970 | Unterhauswahlen 1970                        | 11,5 %        | 0/36  |
| 1974 | Unterhauswahlen Feb. 1974                   | 10,8 %        | 2/36  |
| 1974 | Unterhauswahlen Okt. 1974                   | 10,8 %        | 3/36  |
| 1979 | Unterhauswahlen 1979                        | 8,1 %         | 2/36  |
| 1979 | Europawahlen 1979                           | 11,7 %        | 0/4   |
| 1983 | Unterhauswahlen 1983                        | 7,8 %         | 2/38  |
| 1984 | Europawahlen 1984                           | 12,2 %        | 0/4   |
| 1987 | Unterhauswahlen 1987                        | 7,3 %         | 3/38  |
| 1989 | Europawahlen 1989                           | 12,9 %        | 0/4   |
| 1992 | Unterhauswahlen 1992                        | 9,0 %         | 4/38* |
| 1994 | Europawahlen 1994                           | 17,1 %        | 0/5   |
| 1997 | Unterhauswahlen 1997                        | 9,9 %         | 4/40* |
| 1999 | Wahl zur Nationalversammlung für Wales 1999 | 30,6 %        | 17/60 |
| 1999 | Europawahlen 1999                           | 29,6 %        | 2/5   |
| 2001 | Unterhauswahlen 2001                        | 20,1 %        | 4/40  |
| 2003 | Wahl zur Nationalversammlung für Wales 2003 | 19,7 %        | 12/60 |
| 2004 | Europawahlen 2004                           | 17,1 %        | 1/4   |
| 2005 | Unterhauswahlen 2005                        | 12,6 %        | 3/40  |
| 2007 | Wahl zur Nationalversammlung für Wales 2007 | 21,0 %        | 15/60 |
| 2009 | Europawahlen 2009                           | 18,5 %        | 1/4   |
| 2010 | Unterhauswahlen 2010                        | 11,3 %        | 3/40  |
| 2011 | Wahl zur Nationalversammlung für Wales 2011 | 17,9 %        | 11/60 |
| 2014 | Europawahlen 2014                           | 15,3 %        | 1/4   |
| 2015 | Unterhauswahlen 2015                        | 12,1 %        | 3/40  |
| 2016 | Wahl zur Nationalversammlung für Wales 2016 | 20,8 %        | 12/60 |
| 2017 | Unterhauswahlen 2017                        | 10,4 %        | 4/40  |
| 2019 | Europawahlen 2019                           | 22,4 %        | 1/4   |
| 2019 | Unterhauswahlen 2019                        | 9,9 %         | 4/40  |
| 2021 | Parlamentswahl in Wales 2021                | 20,7 %        | 13/60 |
| 2024 | Unterhauswahlen 2024                        | 14,8 %        | 4/32  |

* ein Sitz durch einen Kandidaten mit Unterstützung der Green Party